# Коземанс, Йозеф
Йозеф Теодор Коземанс (нидерл. Joseph Théodore Coosemans; 19 марта 1828, Брюссель — 24 сентября 1904, Схарбек) — бельгийский художник-пейзажист.

## Биография
Уроженец Брюсселя, по национальности фламандец. Сын торговца. Родители будущего художника умерли, когда ему не исполнилось и двух лет, после чего заботу о Йозефе, а также его старших брате и сестре взяла на себя бабушка. В подростковом возрасте Коземанс в течение двух лет обучался в иезуитском колледже в Брюсселе, после чего устроился работать клерком в нотариальной конторе в городе Тервюрене, куда переехал вместе со всей семьёй. На протяжении следующих нескольких лет Коземанс работал клерком и муниципальным служащим в различных городах Бельгии.
Около 1846 года 18-летний Коземанс всерьёз увлёкся живописью. Однако, из-за непростого финансового положения семьи, долгие годы он оставался художником-любителем. Систематического художественного образования не получил.
Только в 1872 году Коземанс, которому в то время было уже без малого 45 лет, вышел в отставку с государственной службы и смог наконец целиком посвятить себя живописи. Он совершил путешествие в Италию и во Францию, где познакомился с произведениями художников Барбизонской школы. В период с 1872 по 1893 год Коземанс много и плодотворно занимался живописью, работал на пленэре в различных живописных местностях Бельгии. В этот период сблизился с известным бельгийским художником Эваристом Карпантье, который в то время от исторической перешёл к пейзажной живописи. 
После 1893 года художник долго и тяжело болел. Он скончался в Схарбеке в 1904 году. Сто лет спустя, в 2004 году, в Схарбеке была проведена персональная выставка работ художника, где экспонировались 49 его работ.
Сегодня картины Йозефа Коземанса хранятся в собраниях художественных музеев Брюсселя, Брюгге, Гента, Льежа и других музеев Бельгии, а его живопись рассматривается, как ценный и важный вклад в историю бельгийского пейзажа.

## Галерея

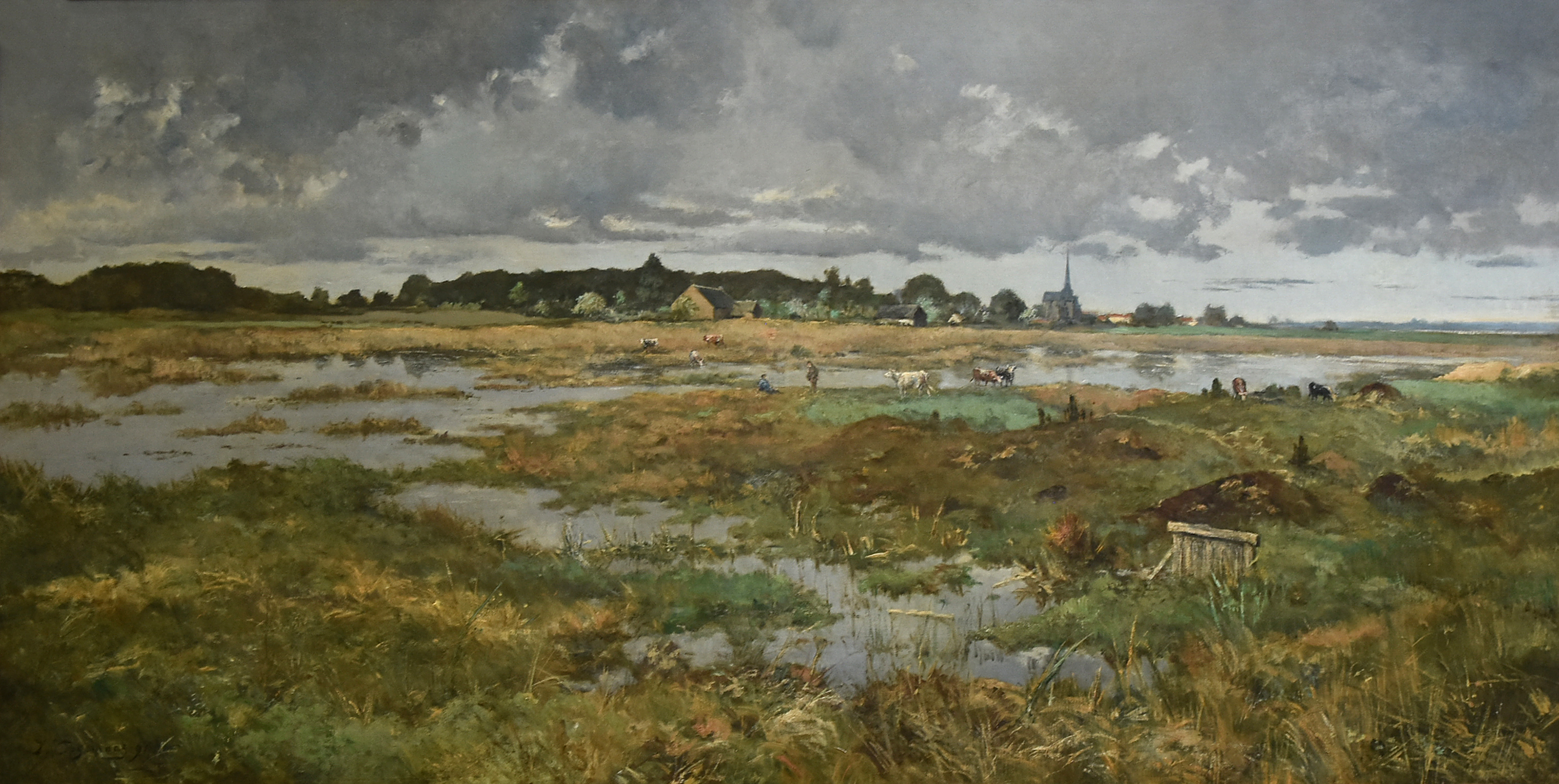
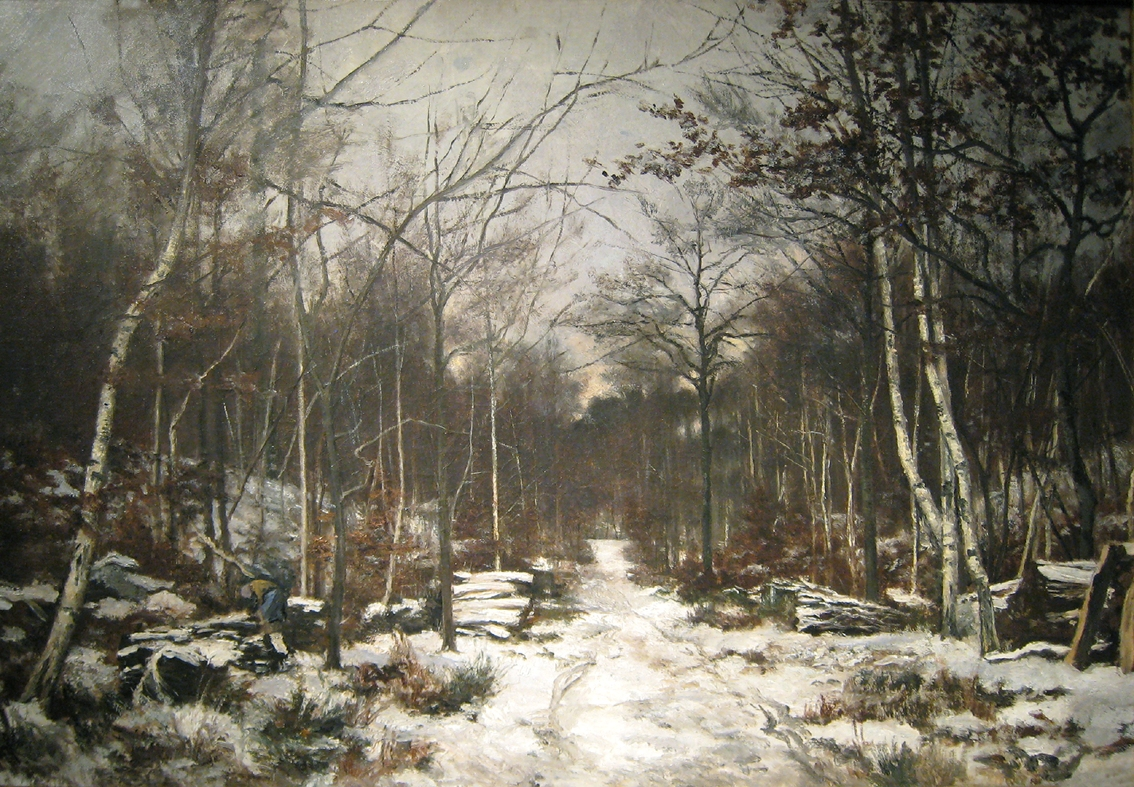
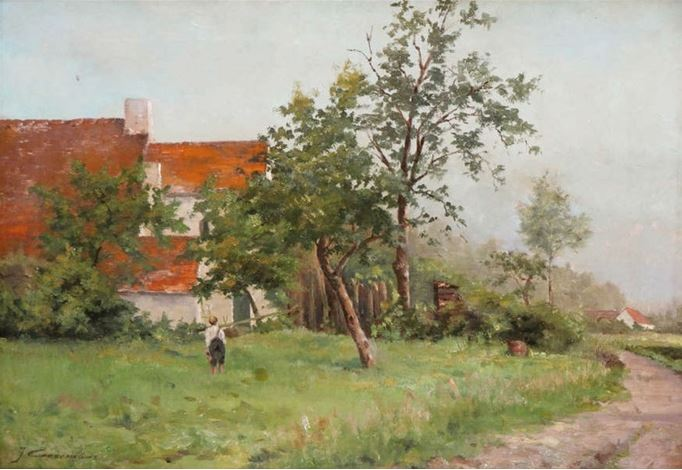
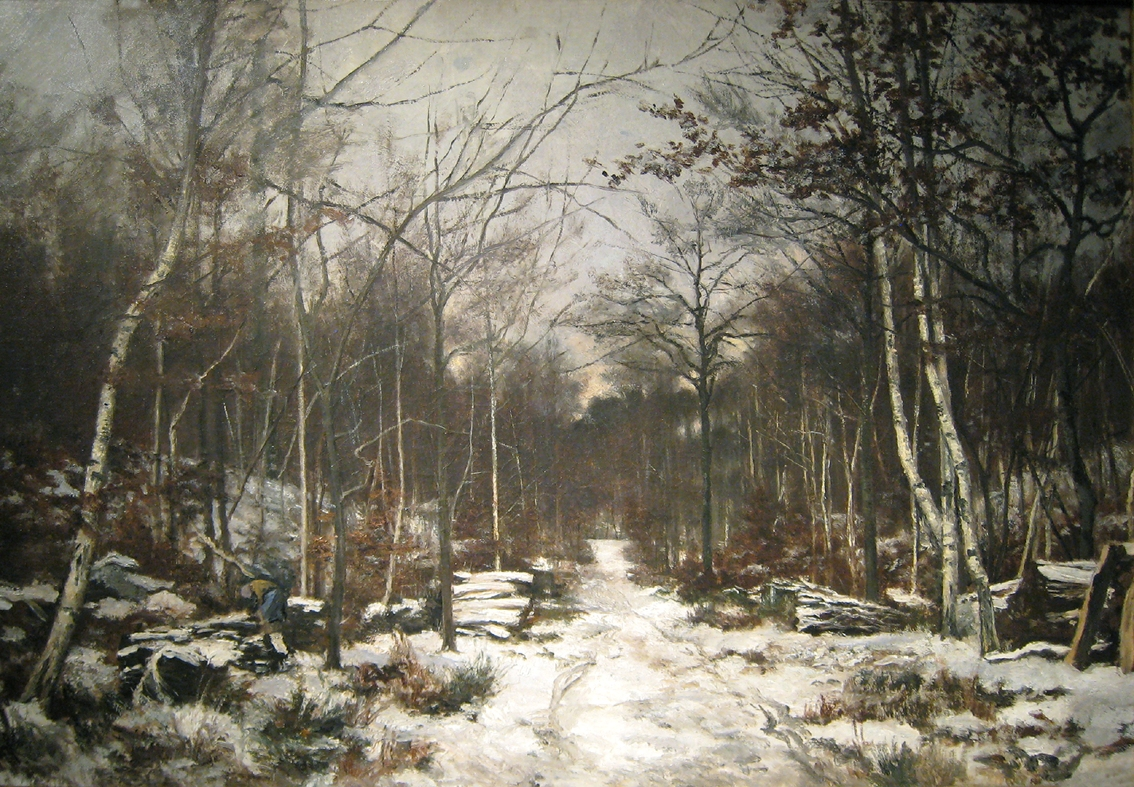
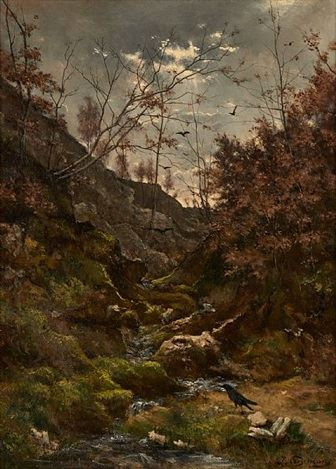
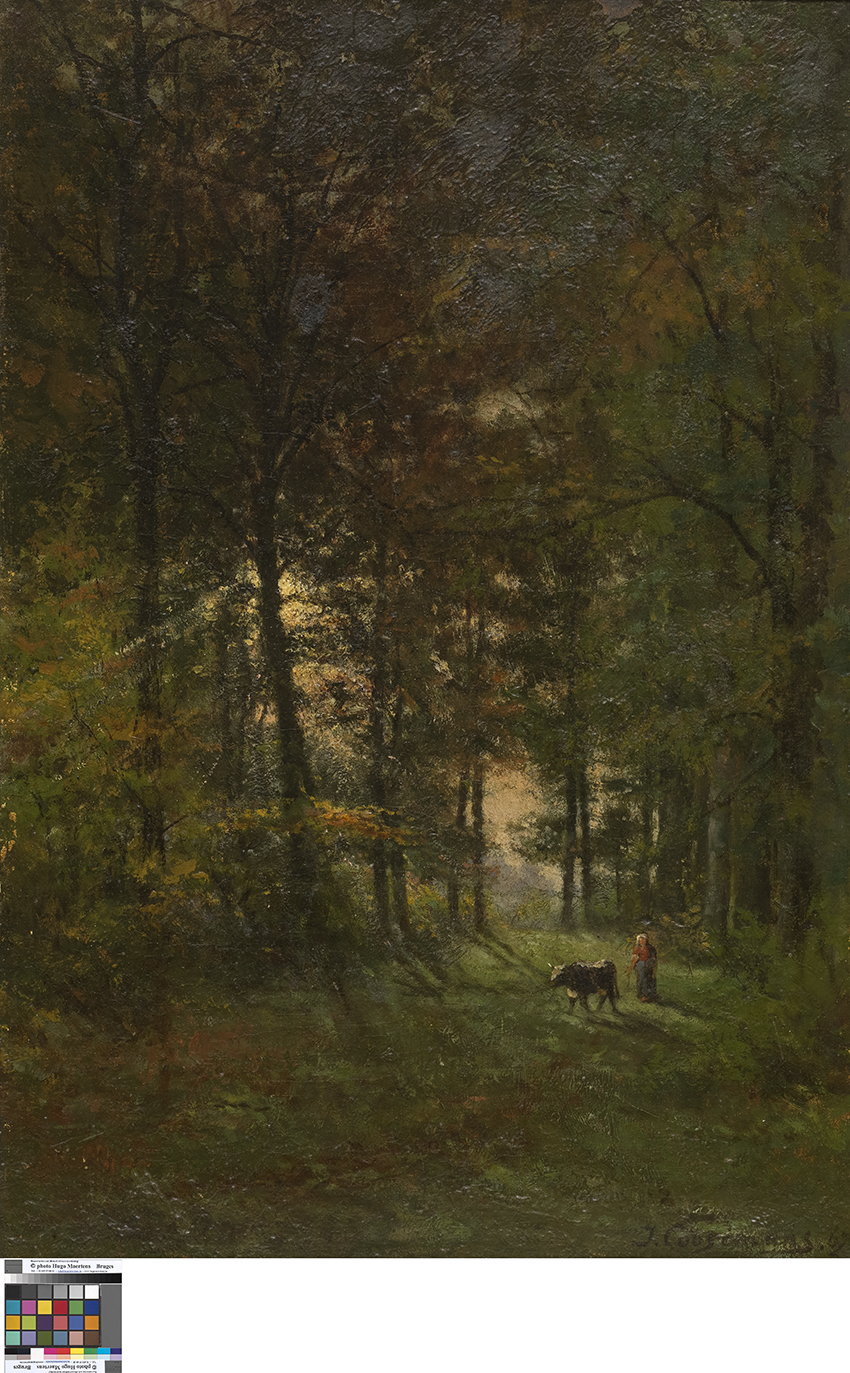
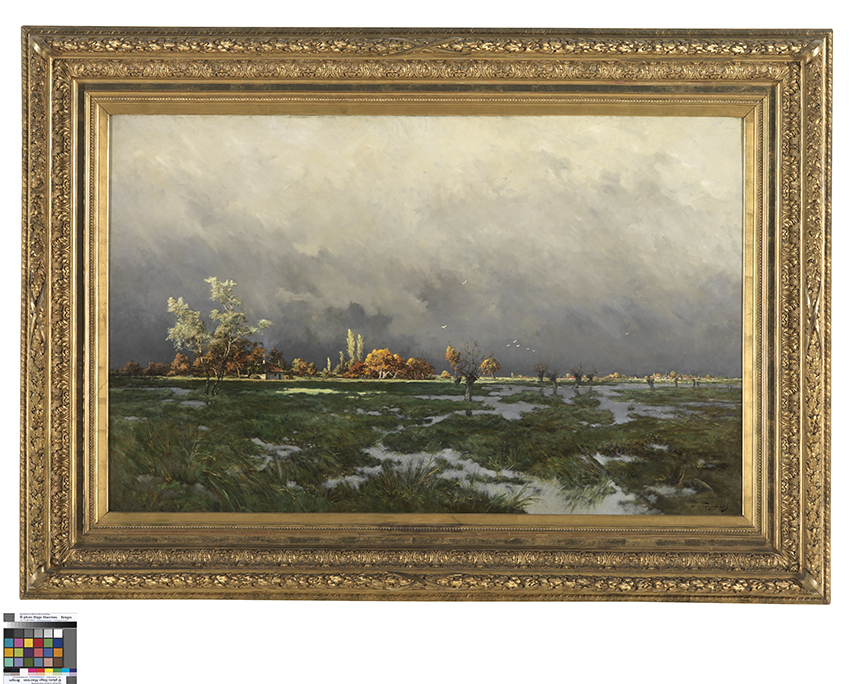
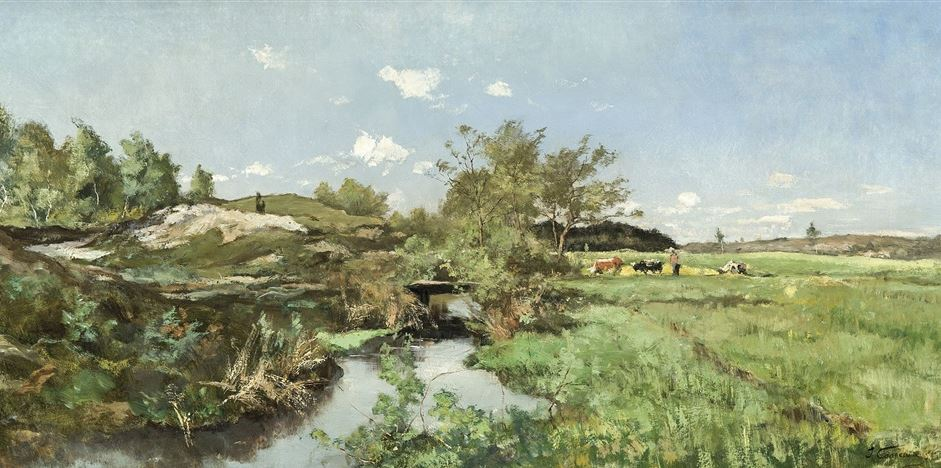